# 小行星1034
小行星1034（1034 Mozartia）是一颗围绕太阳公转的小行星。
該小行星以奧地利作曲家沃夫岡·阿瑪迪斯·莫札特命名。

## 参数
这颗小行星的绝对星等为12.20等。